# Цзінь Кему
Цзінь Кему (спрощ.: 金克木; піньїнь: Jīn Kèmù; 14 серпня 1912, Цзянсі — 5 серпня 2000), також відомий як Чжимо (спрощ.: 止默; піньїнь: Zhǐ Mò) та Сінь Чжу (спрощ.: 辛竹; піньїнь: Xīn Zhú) — китайський поет, есеїст, перекладач, науковець, дослідник санскриту та індійської культури. Член Центрального комітету Товариства Цзю Сань. Член 3-7-го Національних комітетів Китайської народної політичної консультативної конференції.

## Біографія
Цзінь Кему народився 14 серпня 1912 року в провінції Цзянсі.
У 1930 році поїхав на навчання до Пекіну, а в 1935 році працював бібліотекарем у бібліотеці Пекінського університету, де самостійно вивчив багато мов і почав перекладати та писати.
У 1938 році поїхав до Гонконгу працювати редактором відділу міжнародних новин газети Like-Paper, а в 1939 році став викладачем англійської мови в середній школі для дівчат Хунань Таоюань та викладачем французької мови в Хунаньському університеті.
Після 1943 року вивчав санскрит і палі в Індії, досліджував давньоіндійську філософію, буддизм і літературу.
У 1946 році став професором кафедри філософії Уханьського університету. 1948 року став професором кафедри східних мов і літератури Пекінського університету. 1960 року спільно із Цзі Сяньлінем організував курс санскриту і палі.
Разом із Цзі Сяньлінем, Чжан Чжунсіном та Ден Ґуанміном відомі як «Чотири старійшини Янь Юаня».
У похилому віці він продовжував писати есе, які вважаються одними з найкращих есеїстичних творів у сучасному Китаї.
Митець помер 5 серпня 2000 року. Останні слова Цзінь Кему: «Я прийшов зі сльозами на очах, а пішов зі сміхом».

### Наукові публікації
- Історія санскритської літератури (кит.: 梵语文学史)
- Нариси про індійську культуру (кит.: 印度文化论集)
- Серія «Наука про мистецтво» (кит.: 艺术科学丛谈)
- Збірник старих досліджень і нових знань (кит.: 旧学新知集)
- Нариси з порівняльної культурології (кит.: 比较文化论集)
- Історія дружби між китайським та індійським народами (кит.: 中印人民友谊史话)

### Переклади
- Звичаї галльських германців (кит.: 高卢日尔曼风俗记)
- Моє дитинство (кит.: 我的童年)
- Хмарні посли (кит.: 云使)
- Антологія давньоіндійської літературно-мистецької теорії (кит.: 古代印度文艺理论文选)
- Триста віршів Вайшалі (кит.: 伐致呵利三百咏)
- Антологія давньоіндійської поезії (кит.: 印度古诗选)
- Популярна астрономія (кит.: 通俗天文学)
- Савітрі (кит.: 莎维德丽)
- Історія санскритської літератури (кит.: 梵语文学史)
- Трактат Ганді (кит.: 甘地论)
- Магабгарата (кит.: 摩訶婆羅多; також взяли участь: Хуан Баошен, Чжао Ґохуа, Сі Бічжуан, Ґо Лянюнь, Ґе Вейцзюн, Лі Нань та Дуань Цін)
- Потокові зірки (кит.: 流转的星辰)
- Британська імперія під вогнем (кит.: 炮火中的英帝国)
- Пляжний будиночок і кладовище (кит.: 海滨别墅与公墓)[6]

### Поезія
- Кажани (кит.: 蝙蝠集)
- Дощ і сніг (кит.: 雨雪集)
- Підвішений меч і порожня монополія (кит.: 挂剑空垄)
- Нова бібліотека китайської поезії, друга серія, том «Цзінь Кему» (кит.: 中国新诗库 第二辑 金克木卷), вибрані твори Чжоу Лянпея[7]

### Художня література
- Сліди старого гнізда (кит.: 旧巢痕)
- Незабутня тінь (кит.: 难忘的影子)

### Есеї
- Стара історія Тяньчжу (кит.: 天竺旧事)
- Набираємо багнюку з ластівчиного рота (кит.: 燕口拾泥)
- Старі бесіди про мистецтво й науку (кит.: 艺术科学旧谈)
- Ластівки дзьобають весняну багнюку (кит.: 燕啄春泥)
- Культура в темряві (кит.: 文化猎疑)
- Монологи в місті книг (кит.: 书城独白)
- Досліджуємо приховане без літератури (кит.: 无文探隐)
- Пояснення культури (кит.: 文化的解说)
- Збірник старих досліджень і нових знань (кит.: 旧学新知集)
- Колекція ручок Kyu Pen Collection (кит.: 圭笔辑)
- Довга та коротка колекція (кит.: 长短集)
- Келих культури (кит.: 文化卮言)

### Вибрані твори
- Три книги про культуру (кит.: 文化三书)
- Життєві нариси Цзінь Кему (кит.: 金克木人生漫笔)[8]
- Сенс життя (кит.: 懒倦与庄严 金克木谈生命的意义)[9]
- Страждання людини (кит.: 金克木散文 人苦不自知)[10]
- Чи старіє китайська культура? (кит.: 中国文化老了吗?)[11]

### Інші твори
- Невеликі твори Цзінь Кему (кит.: 金克木小品)[12]
- Нові нариси про вісім стовпів (кит.: 八股新论)[13]
- Бесіди про давнє і сучасне на Равликовому куточку (кит.: 蜗角古今谈)[14]
- Останній потяг (кит.: 末班车)[15]
- Довго і коротко про книги (кит.: 书外长短)[16]
- Коли я був молодим (кит.: 少年时)[17]
- Нова колекція гармонії Чжуан (кит.: 庄谐新集)[18]
- Вітер і свічка, Мелодія думки (кит.: 风烛灰 思想的旋律)[19]